# Semel abbas, semper abbas
Semel abbas, semper abbas (alla lettera: "abate per una volta, abate per sempre", col significato di "chi è stato abate una volta, lo è per sempre") è una locuzione latina che deriva dalla Regola benedettina. Essa prescrive che alla dignità di abate è legata la perpetuità canonica. Anche dopo eventuali dimissioni, la dignità di abate perdura e il titolo rimane.
L'espressione ha trovato applicazione anche in campi lontanissimi da quello originario, quasi sempre riprendendo in tutte le lingue l'originaria  dizione latina. In particolare, viene spesso ricordata a proposito dei gradi della massoneria o dei gradi militari, e anche, in tono scherzoso, per indicare l'inevitabile permanere di caratteristiche fortemente negative.